# Aljaksandr Daroschka
Aljaksandr Daroschka (belarussisch Аляксандр Дарожка, engl. Transkription Aliaksandr Darozhka; * 19. August 1991) ist ein belarussischer Biathlet.
Aljaksandr Daroschka gab sein internationales Debüt im Rahmen der Biathlon-Juniorenweltmeisterschaften 2009 in Canmore, wo er 28. des Einzels sowie 14. in Sprint und dem darauf basierenden Verfolgungsrennen wurde. Ein Jahr später erreichte er in Torsby die Ränge 36 im Einzel, 21 im Sprint, sieben in der Verfolgung und fünf mit der Staffel. Es folgen die Juniorenweltmeisterschaften 2011 in Nové Město na Moravě, wo Darozhka 18. des Einzels, zehnter des Sprints, 18. der Verfolgung und Neunter im Staffelrennen wurde. Nur wenig später lief der Belarusse auch die Juniorenrennen bei den Europameisterschaften in Ridnaun, bei denen er 18. des Sprints, Achter der Verfolgung und 18. des Einzels wurde. Mit Iryna Kryuko, Darja Nestertschik und Aljaksej Abromtschyk gewann er zudem im Mixed-Staffelrennen hinter den Vertretungen Russlands und Frankreichs die Bronzemedaille. Bei den Europameisterschaften 2012 in Osrblie wurde Daroschka zunächst bei den Junioren eingesetzt und belegte den elften Platz im Sprint, wurde 18. der Verfolgung und 30. des Einzels.
Seit Ende der Saison 2010/11 startet Darozhka bei den Männern. Sein erstes Rennen im IBU-Cup bestritt er in Annecy und wurde 8. eines Einzels. In der folgenden Saison gewann der Belarusse als 31. eines Sprintrennens in Obertilliach erstmals Punkte. Im weiteren Saisonverlauf verbesserte er seine Bestleistung bei einem Verfolger in Haute-Maurienne auf einen 13. Rang. Erste internationale Meisterschaften bei den Männern wurden die Europameisterschaften 2012 in Osrblie, bei denen Darozhka nach Einsätzen bei den Junioren an der Seite von Uladsimir Aljanischka, Uladsimir Tschapelin und Aljaksej Abromtschyk im Staffelrennen bei den Männern zum Einsatz kam und den neunten Platz belegte. In Oberhof konnte er im Januar 2014 erstmals im Biathlon-Weltcup starten und gewann in seinem ersten Weltcup-Rennen, einem Sprint, als 39. sofort Weltcup-Punkte.

## Statistiken

### Weltcupplatzierungen
Die Tabelle zeigt alle Platzierungen (je nach Austragungsjahr einschließlich Olympische Spiele und Weltmeisterschaften).
- 1.–3. Platz: Anzahl der Podiumsplatzierungen
- Top 10: Anzahl der Platzierungen unter den ersten zehn (einschließlich Podium)
- Punkteränge: Anzahl der Platzierungen innerhalb der Punkteränge (einschließlich Podium und Top 10)
- Starts: Anzahl gelaufener Rennen in der jeweiligen Disziplin
- Staffel: inklusive Mixed- und Single-Mixed-Staffeln

| Platzierung         | Einzel | Sprint | Verfolgung | Massenstart | Staffel | Gesamt |
| ------------------- | ------ | ------ | ---------- | ----------- | ------- | ------ |
| 1. Platz            |        |        |            |             |         |        |
| 2. Platz            |        |        |            |             |         |        |
| 3. Platz            |        |        |            |             |         |        |
| Top 10              |        |        |            |             | 2       | 2      |
| Punkteränge         |        | 5      | 2          |             | 6       | 13     |
| Starts              | 4      | 15     | 6          |             | 7       | 32     |
| Stand: Karriereende |        |        |            |             |         |        |

### Olympische Winterspiele
Ergebnisse bei Olympischen Winterspielen:
|                                         | Einzelwettbewerbe | Einzelwettbewerbe | Einzelwettbewerbe | Einzelwettbewerbe | Staffelwettbewerbe | Staffelwettbewerbe |
| Sprint                                  | Verfolgung        | Einzel            | Massenstart       | Herrenstaffel     | Mixedstaffel       |                    |
| --------------------------------------- | ----------------- | ----------------- | ----------------- | ----------------- | ------------------ | ------------------ |
| Olympische Winterspiele 2014 \| Sotschi | –                 | –                 | 79.               | –                 | –                  | –                  |